# Hans Achim Gussone
Hans Achim Gussone (manchmal auch Hans A. Gussone; * 7. Januar 1926 in Schneidemühl, Provinz Grenzmark Posen-Westpreußen; † 9. Dezember 1997 in Göttingen) war ein deutscher Forstwissenschaftler. Gussone leitete von 1978 bis 1991 die Niedersächsische Forstliche Versuchsanstalt und war ein international anerkannter Experte auf den forstlichen Fachgebieten Ertragskunde und Waldernährung.

## Leben und Leistungen
Hans Achim Gussone stammte aus einer alten Försterfamilie. Er wurde am 7. Januar 1926 als Sohn des Forstmeisters Hans Gussone im westpreußischen Schneidemühl geboren und verbrachte seine Jugend in der Neumark. Er besuchte das Gymnasium in Bad Freienwalde (Oder), wurde jedoch noch vor dem Abitur 1943 zunächst zum Reichsarbeitsdienst und anschließend 1944 zur Wehrmacht eingezogen. Nach Ende des Zweiten Weltkriegs war er zunächst in Österreich interniert, arbeitete anschließend ein Jahr lang als Waldarbeiter beim Forstamt Neuhaus im Solling und holte 1947 sein Abitur am Mons-Tabor-Gymnasium in Montabaur nach. Danach absolvierte er die Rheinische Verwaltungsschule (Forstschule Cochem) und eine halbjährige Ausbildungszeit in einem Sägewerk.
Ab 1949 studierte Gussone Forstwissenschaften an der Albert-Ludwigs-Universität Freiburg und der Forstlichen Fakultät der Georg-August-Universität Göttingen in Hann. Münden. In Freiburg wurde er Mitglied in der Studentenverbindung KDStV Ripuaria Freiburg im Breisgau. Vom anschließenden Referendariat – das ihn unter anderem wieder ins Forstamt Montabaur führte – ließ er sich beurlauben, weil er bei der Forstlichen Forschungsstelle der Ruhrstickstoff AG eine wissenschaftliche Arbeit in Angriff nehmen wollte. Dies führte dazu, dass er sich entschloss, 1953 ganz aus dem Staatsdienst auszuscheiden und in den folgenden Jahren in der Ruhrstickstoff-Forschungsstelle zu arbeiten. In dieser Zeit spezialisierte sich Hans Achim Gussone auf Fragen der forstlichen Ertragskunde und Düngung. Im Jahr 1962 wurde er mit der Untersuchung Aufmessungsverfahren in jungen Kiefernbeständen. Dargestellt an den Ergebnissen des Düngungsversuches Gades-Ehra bei Michail Prodan in Freiburg promoviert und zum Leiter der Forstlichen Forschungsstelle der Ruhrstickstoff AG berufen. 1971 folgte die Bestellung zum Leiter der Chemisch-Technischen Abteilung des Kuratoriums für Waldarbeit und Forsttechnik (KWF).
Nachdem sich Gussone 1972 mit der Schrift Über forstliche Düngungsversuche mit spezieller Zielsetzung für den Waldbau des nordwestdeutschen Flachlandes an der Universität Göttingen habilitiert hatte, ernannte man ihn 1976 zum Leiter der Abteilung Waldwachstum der Niedersächsischen Forstlichen Versuchsanstalt und zum außerplanmäßigen Professor an der Forstlichen Fakultät der Universität Göttingen für die Fächer Waldwachstum und Ertragskunde. Von 1978 bis zum Eintritt in den Ruhestand 1991 leitete Gussone die Niedersächsische Forstliche Versuchsanstalt.
Während seiner wissenschaftlichen Tätigkeit seit den 1950er-Jahren hat er sich intensiv mit den Möglichkeiten und Auswirkungen von Düngung vor allem mit Stickstoff und Phosphor auf Waldbäume wie Waldkiefer, Gemeine Fichte, Douglasie, Rotbuche und Eichen beschäftigt. Weite Verbreitung in der Praxis fand das von ihm mitverfasste AID-Heft Forstliche Düngung, das erstmals 1982 erschien und bis 1991 mehrere Auflagen erlebte. Nicht zuletzt der sehr differenzierten Betrachtungsweise Gussones ist es zu verdanken, dass der Einsatz von Düngemitteln im großen Stil in der Forstwirtschaft bis heute in der Regel unüblich geblieben ist. Im Zuge der Diskussion um das sogenannte Waldsterben verlegte Gussone seinen Forschungsschwerpunkt zu Beginn der 1980er-Jahre auf die Auswirkungen von Immissionen auf Waldbestände und entsprechende Kompensationsmöglichkeiten wie die Waldkalkung. Zu diesen Themenkomplexen veröffentlichte Gussone mehrere Dutzend Fachbeiträge. In der Nachfolge von Kurt Mantel war er von 1982 bis 1997 auch Herausgeber und Schriftleiter der Fachzeitschrift Forst und Holz.

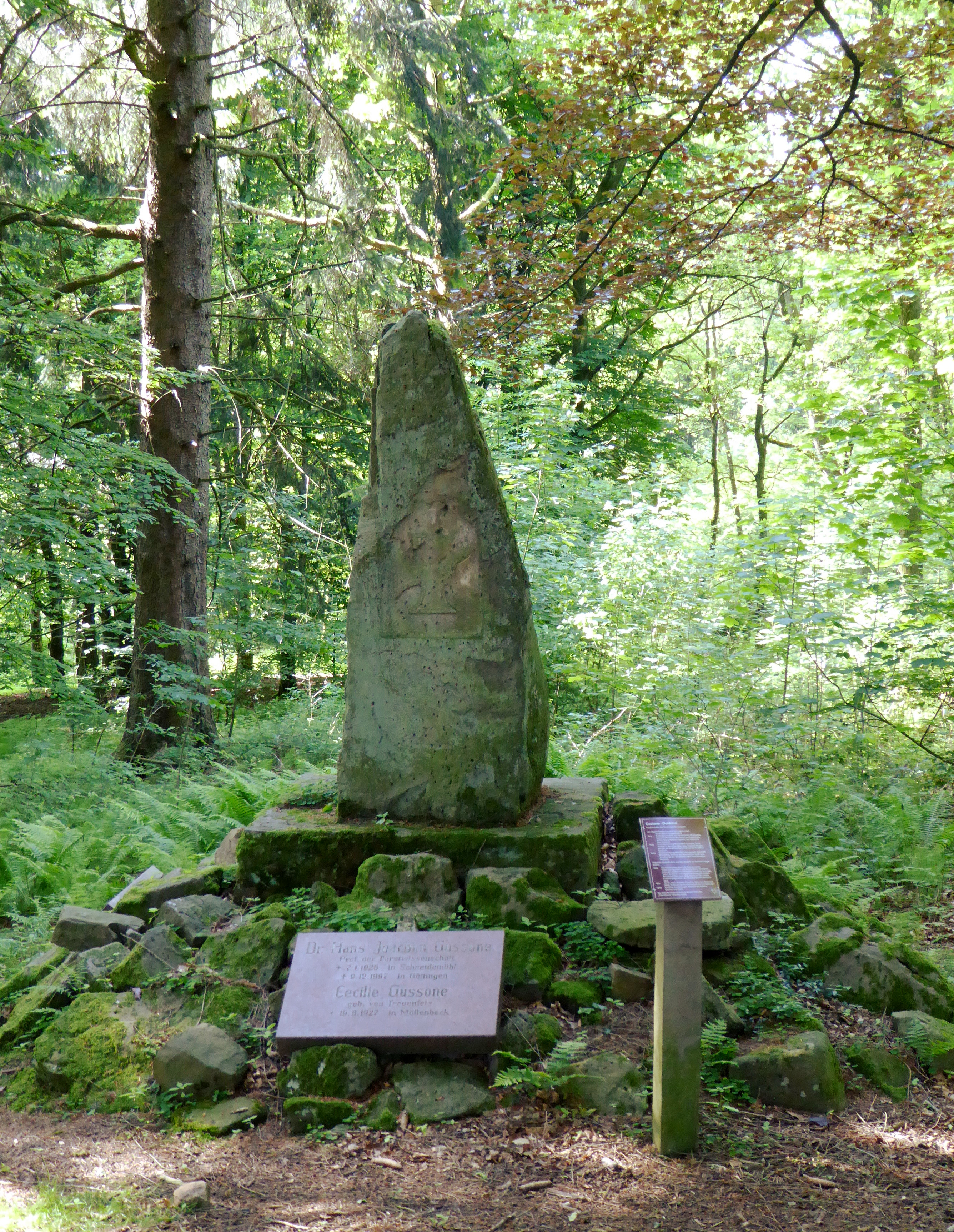
Gussone-Gedenkstätte

Für seine Verdienste auf den Gebieten der Waldernährung und Ertragskunde zeichnete ihn die Forstliche Fakultät der Universität Göttingen 1996 mit der Heinrich-Christian-Burckhardt-Medaille aus.
Hans Achim Gussone starb nach kurzer schwerer Krankheit am 9. Dezember 1997 in Göttingen. Eine Gedenkstätte für die Försterfamilie Gussone befindet sich nördlich des Jagdschlosses Neuhaus.

## Schriften
- Aufmessungsverfahren in jungen Kiefernbeständen. Dargestellt an den Ergebnissen des Düngungsversuches Gades-Ehra, Dissertationsschrift, Freiburg im Breisgau 1962
- Faustzahlen für Düngung im Walde, München, Basel und Wien 1964
- Über forstliche Düngungsversuche mit spezieller Zielsetzung für den Waldbau des nordwestdeutschen Flachlandes, Habilitationsschrift, Göttingen 1972; im Druck unter diesem Titel als Band 46 der Schriftenreihe der Forstlichen Fakultät der Universität Göttingen und Mitteilungen der Niedersächsischen Forstlichen Versuchsanstalt, Frankfurt am Main 1974 (ISBN 3-7939-0300-1)
- Ein erfülltes Jägerleben – Erlebtes und Erfahrenes, Berlin 1959

Daneben arbeitete er zusammen mit Horst Kramer und Reinhard Schober an dem Standardwerk Waldwachstumslehre. Ökologische und anthropogene Einflüsse auf das Wachstum des Waldes, seine Massen- und Wertleistung und die Bestandessicherheit (1988) mit. Gemeinsam mit Ernst Röhrig besorgte er auch die sechste, völlig neubearbeitete Auflage des von Alfred Dengler  begründeten Lehrbuches Waldbau auf ökologischer Grundlage (Band 2, 1990).
Von 1982 bis 1997 gab Gussone die Fachzeitschrift Forst und Holz heraus, für die er zudem jede Menge größerer und kleinerer Beiträge beisteuerte.